# Universitatea Diego Portales

Universitatea Diego Portales este o universitate privată fondată în anul 1982 în Chile.  